# Hornyánszky Miklós
Hornyánszky Miklós (Nicholas Hornyansky) (Budapest, 1896. április 11. – Toronto, 1965. május 25.) magyar festő, grafikus, nyomdász.

## Életpályája
1908-ban már édesapja nyomdájában dolgozott. 1914–1923 között a Képzőművészeti Főiskola hallgatója volt, majd Bécsben, Antwerpenben és Párizsban folytatta. Budapesten 1914-től volt kiállító művész, Antwerpenben 1924-ben. 1927-ben megfestette Lord Newton arcképét a Magyar Külügyi Társaság felkérésére. 1929-ben Torontóban telepedett le családjával. Műveit 1932–1933 között az amerikai művész szövetség Az ötven év legjobb színes rézkarca című gyűjteményébe vette fel. 1943-ban a kanadai Művészeti Akadémia tagja lett. 1943–1946 között a kanadai festők, rézkarcolók és vésnökök társasága elnöke volt. 1945–1958 között a nyomtatásművészet és a rézkarcolás tanára volt az ontariói művészeti főiskolán Torontóban.
Művészetét a naturalista-impresszionista stílusjegyek határozzák meg. Egy új rézkarcoló technikát fejlesztett ki. Világkiállításokon vett részt, művei ott vannak a kanadai nemzeti galériában, az ontariói múzeumban, az USA országos metszetkollégiumában, s több amerikai egyetemen, múzeumban és közkönyvtárban.

## Családja
Szülei: Hornyánszky Ernő és Pavetits Vilma voltak. 1917. november 26-án, Budapesten házasságot kötött Korb Erzsébet (1899–1925) magyar festővel. 1927. március 31-én, Budapesten házasságot kötött Feldtmann Joyce zeneművésszel. Két gyermekük született: Michael Hornyansky és Barbara.

## Díjai
- Reid-díj aranyérme (1955)

## Fordítás
- Ez a szócikk részben vagy egészben  a   Nicholas Hornyansky című francia Wikipédia-szócikk ezen változatának fordításán alapul.  Az eredeti cikk szerkesztőit annak laptörténete sorolja fel. Ez a jelzés csupán a megfogalmazás eredetét és a szerzői jogokat jelzi, nem szolgál a cikkben szereplő információk forrásmegjelöléseként.